# Flax elachista
Flax elachista là một loài bướm đêm trong họ Erebidae.